# はるき悦巳
はるき 悦巳（はるき えつみ、1947年5月28日 - ）は、日本の漫画家。男性。
本名は非公開。元々、ペンネームは春木 悦巳という表記だったが、1977年にデビュー作『政・トラぶっとん音頭』が第1回平凡劇画賞で佳作入選して、その賞状が贈られた時、名前が青木悦巳と誤記されたため、以降ははるき悦巳をペンネームとした。

## 人物
「自分は生来の怠け者で、面倒くさいことはイヤだ」というのが持論。趣味はジャズレコード鑑賞と映画鑑賞や小説を読むことで、その他にあまりお金の使い道がないという。ヘビースモーカーでタバコは一日に何箱も吸うほどだが、酒は全く飲めない下戸である。パソコンを使わないためインターネットにうとく、携帯電話も苦手である。
学生時代より「ベニヤ板3枚分」もあるような大きな絵を専門に描いており、置く場所が無いため展覧会に出品しても、そのまま預けっぱなしで取りに行かなかったという。そのような状況だったため、絵を縮小することばかり考えていて、結局、30才前後で漫画に落ち着いたという。
はるきの交流関係がある人物は漫画原作者の小池一夫などである。はるきの東京在住時は、漫画原作者の狩撫麻礼とも交流が深かった。

## 作風
代表作は『じゃりン子チエ』。主に人情物を得意とする。新人の時に原作付きの仕事をしたこともあるが、「自分の知っているところを描きたい」「自分で話を作りたい」と考えており、その後は作画のみの作品は無い。
つげ義春を深く尊敬し、特に初期の頃に、つげ義春の画風が顕著に出ている。アシスタント経験は無く、全て独学であるため、スクリーントーンを使用しないなどの特徴がある。
「アシスタント? 一人もおりまへん。嫁はんに手伝うてもらうけど、ホンマは全部一人でやりたいんよ」と述べていたが、その後、「嫁はんが子供できてから手伝いできんようなった」ために、『アクション』でアシスタント募集を出すようになった。
また『じゃりン子チエ』に登場する小林マサルは、はるき自身で、その相棒のタカシは元アシスタントのいわしげ孝がモデルである（ただし、タカシは、いわしげがアシスタントになった1980年より前の作品（第1話「チエちゃん登場の巻」）から登場している）。「俺にはマサルの気持ちがよう分かるんですよ。正にその嫌味なキャラは俺自身ですわ」と、若い頃に心情を述べている。

## 来歴
大阪市西成区西萩町（現在の花園北2丁目付近）出身。中学一年生の時に大阪市住吉区に転居。私立浪速高校を経て多摩美術大学油絵科卒業。
卒業後、大阪には帰らずそのまま東京都世田谷区に暮らす。この頃に父親を亡くしている。父の葬儀の後に迷い込んだ野良猫が、まるで父代わりのように家に居着いてしまい、自分の居場所がいつの間にか無くなっていたという。この顛末はその後作品『ドンチャンえれじい』に描かれている。漫画家になる前はアルバイトで食いつないでおり、1か月働いては1か月は働かずにブラブラして過ごす、というような生活をしていた。大学時代の同級生の女性との結婚の話が持ち上がって、ようやく定職につき、マネキン屋でマネキンに眼や唇を描きこむ仕事を1年ほどしてから結婚した。しかし相手方の両親に対する体裁を取り繕う目的の就職だったため、結婚後半年ほどして退職している。結局、サラリーマン生活はこの一年半ほどの間だけという。その後もその場しのぎのアルバイト稼業が続き、年収100万円ほどで生活していた。
30歳前後からポツポツと漫画を出版社に持ち込み始め、1978年、31歳の時、『政・トラぶっとん音頭』（『平凡パンチOh!』）で漫画家デビュー。同年9月28日、『週刊漫画アクション』誌上に『じゃりン子チエ』を単発の読み切りとして掲載。好評につき第4話まで単発の読み切りとして掲載。その後12話まで短期集中連載される。1979年3月の第2部より正式に週刊連載となる。以降19年間、1997年まで連載が続いた。『じゃりン子チエ』は大阪の下町に住む小学生・竹本チエと、その家族や仲間が取り巻く人情コミックとして全国的な人気を集め、映画とテレビでアニメ化され、舞台にもなった。
『じゃりン子チエ』の爆発的人気で多忙だった1980年6月25日、長男が誕生。当時は「気が付いたら家に赤ん坊がいた」というような状況だったという。1982年9月、大阪を舞台とした中篇作品『日の出食堂の青春』が熊谷真実と太川陽介主演でNHKの『銀河テレビ小説』にてドラマ化された（全20回）。『じゃりン子チエ』や『どらン猫小鉄』の連載と平行して、月刊雑誌『ビッグコミックスピリッツ』の創刊号から連載していた『ガチャバイ』（創刊号では巻頭カラー）が、雑誌の隔週刊化に伴いスケジュールが行き詰り、1982年に中断（1998年に再開して完結させた）するなど、当時住んでいた東京の喧騒さに嫌気がさしたため、1983年に家族とともに兵庫県西宮市へ転居した。引っ越しをしてしばらくのち、東京時代から飼っていた黒猫の「チビ」が亡くなる。
1997年8月5日、『じゃりン子チエ』の連載が第67部11話で終了。同作品が19年目で連載を終了したのは、年老いた母親の介護問題が深刻化したためである。
『じゃりン子チエ』の連載終了後、双葉社Webマガジンで『帰って来たどらン猫』を連載、2003年に単行本化。同作品はシリーズ化され、2005年『帰って来たどらン猫2』連載（2006年3月31日完結、全53話）。2011年2月21日からは『帰って来たどらン猫3』を連載開始、2013年から双葉社WebマガジンからWEBコミックアクションへサイトを移動して2015年の5月まで連載した。

## 受賞
- 1977年12月 『政・トラぶっとん音頭』で第1回平凡劇画賞に佳作入選
- 1980年3月 『じゃりン子チエ』で第26回小学館漫画賞青年一般部門を受賞

## アシスタント
- いわしげ孝[要出典]
- さかもと瓢作[注 1]
- 山本貴嗣[11]

## 作品

### 連載作品
- 「舌町物語」原作：荘久一『漫画アクション』1978年6月 - 8月
- 「じゃりン子チエ」『漫画アクション』1978年 - 1997年
- 「日の出食堂の青春」『カスタムコミック』1979年 - 1980年
- 「ガチャバイ」『ビッグコミックスピリッツ』1980年 - 1982年（中断）、『ビッグコミック』1998年
- 「どらン猫小鉄」『月刊アクションヒーロー』1981年 - 1983年
- 「帰って来たどらン猫」シリーズ『双葉社Webマガジン』→『WEBコミックアクション』2001年 - 2015年5月

### 読切作品
- 「政・トラぶっとん音頭」『平凡パンチOh!』1978年3月号
- 「伝説」『マンガ少年』1978年6月号
- 「ドンチャンえれじい」『平凡パンチ』1978年8月7/14日合併号
- 「巨人窟」『漫画アクション』1979年8月4日増刊号
- 「右向け右!」『少年ビッグコミック』1979年12月11日号
- 「力道山がやってきた」『ビッグコミック』1980年3月10日号
- 「おふくろの味」『カスタムコミック』1981年5月号
- 「オッペラ甚太」（前編・後編）『ビッグコミック』1993年1月25日号、2月10日号
- 「西の幸福」『ビッグコミック』1997年1月25日号
- 「夏の虫」『ビッグコミック』1997年12月10日号
- 「すがすがしい1日」『ビッグコミック』1998年2月25日号
- 「エンゼル 〜ある失踪と帰還〜」『WEEKLY漫画アクション』 1999年10月12日号

### 単行本
- 『舌町物語』双葉社。
- 『じゃりン子チエ』双葉社、1979年-1997年。
- 『日の出食堂の青春』日本文芸社、1981年。
  - 『日の出食堂の青春 （新装版）』双葉社、2010年。
- 『どらン猫小鉄』双葉社、1984年。
- 『じゃりン子チエ番外篇 - どらン猫小鉄奮戦記』双葉社、1988年。
  - 『じゃりン子チエ番外篇 - どらン猫小鉄奮戦記 （新装版）』双葉社、1997年。
- 『ガチャバイ』小学館、1998年-1999年。
- 『帰って来たどらン猫』双葉社、2003年。
- 『帰って来たどらン猫2』双葉社、2006年。
- 『力道山がやって来た - はるき悦巳短編全集』小学館、2010年。

### その他
- テレビアニメ『日生ファミリースペシャル・吾輩は猫である』（1982年）
  - フジテレビ系で夏目漱石の代表作がアニメ化された際に、主に猫のキャラクターデザインを担当した[12]。
- テレビアニメ『日生ファミリースペシャル・吾輩は犬である ドン松五郎の生活』（1983年）
  - キャラクターデザインを担当。
- 中山千夏著『中山千夏議員ノート〈2(1981年度 上)〉世の中メチャメチャや』（話の特集、1982年)
- 中山千夏著『中山千夏議員ノート〈3(1981年度 下)〉アカンいうたらあかん』（話の特集、1982年)
  - 2冊で、カバーの中山の似顔絵を、はるきが担当した。